# Conquista (Córdoba)
Conquista is een gemeente in de Spaanse provincie Córdoba in de regio Andalusië met een oppervlakte van 39 km². Conquista telt 430 inwoners (1 januari 2016).

## Demografische ontwikkeling
Bron: INE, 1857-2011: volkstellingen